# Cezary Iber
Cezary Iber (ur. 25 lutego 1980 w Olecku) – polski aktor, scenarzysta i reżyser.

## Wybrana filmografia

### Filmy
- 2006: Kto nigdy nie żył… – Krzysztof
- 2009: Popiełuszko. Wolność jest w nas – kolega Kaśki

### Seriale (gościnnie)
- od 1999: Na dobre i na złe – Marcin Pawiński
- 2003–2008: Glina – policjant z Józefowa
- 2003–2008: Fala zbrodni – Tomek Zięba
- 2004–2008: Bulionerzy – Marcin
- 2004–2008: Kryminalni – Maciej Ciepły
- 2005–2008: Pitbull – Darek
- 2008–2009: 39 i pół – żołnierz
- 2009: Naznaczony – Darek
- 2012–2015: Prawo Agaty – Tomek Migałło
- 2017–2019: Diagnoza – gitarzysta
- od 2020: Archiwista – Łukasz Klubowicz